# بيري أوغدن
بيري أوغدن (بالإنجليزية: Perry Ogden)‏ هو مخرج بريطاني، ولد في 1961.

## وصلات خارجية
- بيري أوغدن على موقع IMDb (الإنجليزية)
- بيري أوغدن على موقع أول موفي (الإنجليزية)
- بيري أوغدن على موقع قاعدة بيانات الأفلام السويدية (السويدية)
- بيري أوغدن على موقع كينوبويسك (الروسية)